# إيتزية (رياح)

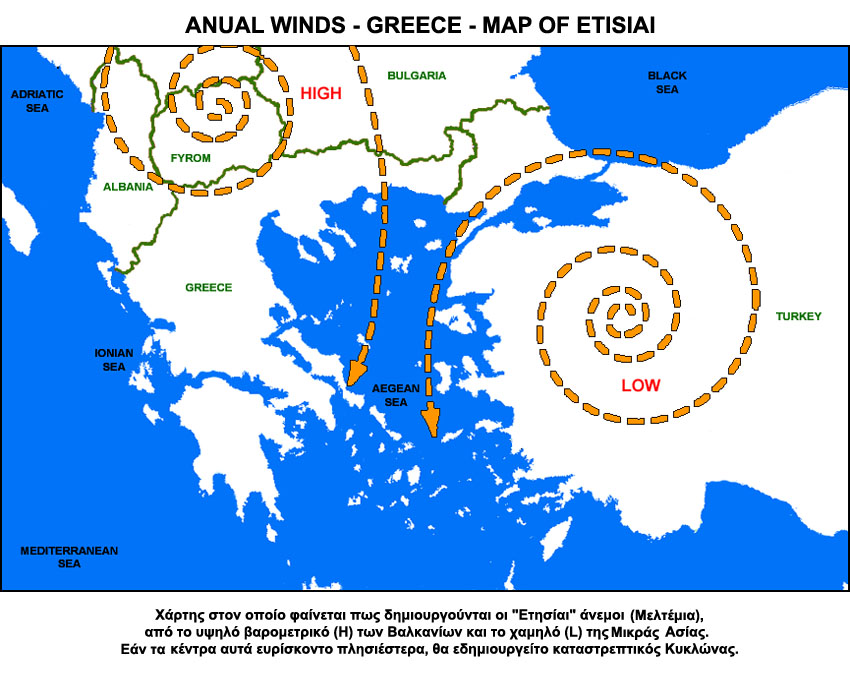

إيتزية (رياح) Etesians هي الرياح الشمالية الغربية التي تهب في فصل الصيف فوق بحر إيجة، ولقد كانت الرياح الأيتزية تعرف بهذا الاسم عند اليونان القدماء، وما زالت تعرف به حتى الآن، فالكلمة اليونانية هي إيتيسوس وتعني سنوياً، أي بمعنى أن هبوبها يتكرر سنوياً في فصل الصيف.

## المصدر
- المعجم الجغرافي المناخي